# Bety Reis
Bety Reis, de nacimiento Nívea Elisabeth C. dos Reis, (Timor Oriental, 1983) es una actriz, productora y la primera cineasta timorense. Desde 2010, dirige la productora cinematográfica Dili Film Works, que tiene como objetivo crear una cultura cinematográfica y televisiva en el país.

## Trayectoria
Creció durante la ocupación indonesia de Timor Oriental entre 1975 y 1999. Comenzó su carrera artística en el grupo de teatro y música timorense Bibi Bulak, que utiliza las artes como instrumento de educación pública, explorando cuestiones como la violencia de género, el VIH/sida, la igualdad de género, los derechos jurídicos, el medio ambiente, la salud y la historia de Timor. En 2009, Reis formó parte del equipo de casting de la película australiana Balibó. Un año después, en 2010, formó parte del reparto de la primera telenovela timorense Wehali. Ese mismo año, fundó Dili Film Works, la primera productora de películas y telenovelas de Timor, junto con José da Costa y Gaspar Sarmento.
En 2013, junto al artista italiano Luigi Acquisti, dirigió A Guerra da Beatriz, el primer largometraje timorense realizado en tetun en el que trabajaron más de 60 timorenses, y recibió un premio de unos 58 mil euros en el 44.º Festival Internacional de Cine de la India. La película explora el papel de la mujer en la lucha y resistencia de la nación por la independencia, contando una historia de amor inspirada en un verdadero caso francés del siglo XVI, sobre Bertrande de Rols y su marido Martin Guerre. La trama comienza en septiembre de 1975 con el matrimonio de Beatriz y Tomás en un pequeño pueblo de Timor. Con la invasión indonesia, la pareja pasa por varias dificultades, Beatriz queda embarazada y Tomás desaparece.
En 2016, Reis produjo el documental A Criança Roubada junto con Stella Zammatarodo, que retrata la realidad timorense durante la ocupación indonesia, donde más de 4.000 niños fueron sacados ilegalmente del país.

## Reconocimientos

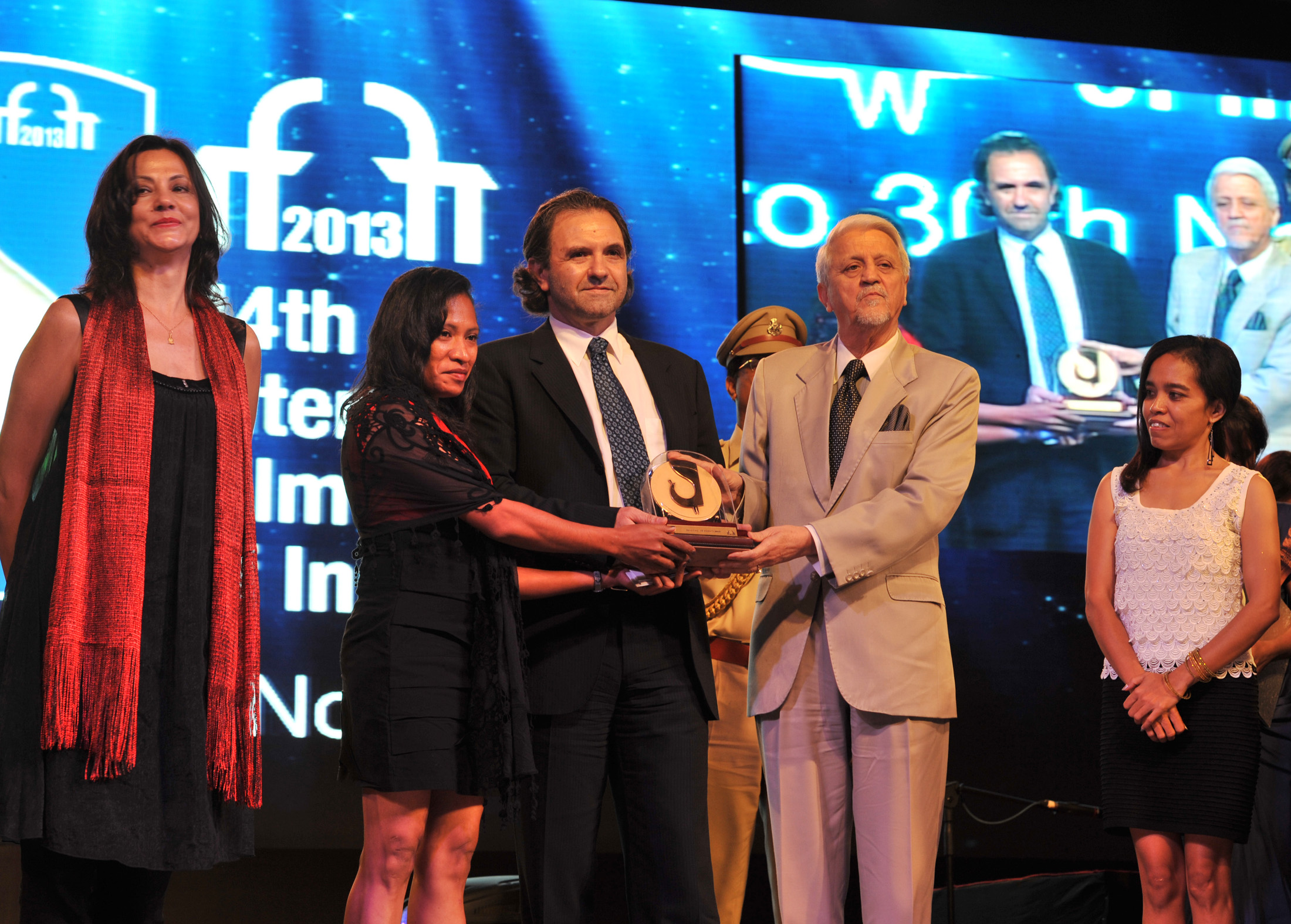
Bety Reis recibe el Premio Pavo Real de Oro en la categoría de mejor película en el 44.º Festival de Cine de la India en 2013.

Su largometraje A Guerra da Beatriz se proyectó en el Festival de Cine de Adelaida el 18 de octubre de 2013, un festival celebrado en la ciudad de Adelaida en Australia. Ese mismo año, la película recibió el premio Pavo Real de Oro en la categoría de mejor película en el 44.º Festival Internacional de Cine de la India.

## Filmografía
- 2013 – A Guerra de Beatriz. Díli Film Works y Fair Trade Films.
- 2016 – A Criança Roubada. Díli Film Works.